# Vachellia schaffneri
Vachellia schaffneri é uma espécie de leguminosa do gênero Acacia, pertencente à família Fabaceae.